# Municipio de West Madison
El municipio de West Madison (en inglés: West Madison Township) es un municipio ubicado en el condado de Polk en el estado estadounidense de Misuri. En el año 2010 tenía una población de 547 habitantes y una densidad poblacional de 17,22 personas por km².

## Geografía
El municipio de West Madison se encuentra ubicado en las coordenadas 37°37′26″N 93°35′48″O / 37.62389, -93.59667. Según la Oficina del Censo de los Estados Unidos, el municipio tiene una superficie total de 31.77 km², de la cual 31,68 km² corresponden a tierra firme y (0,29 %) 0,09 km² es agua.

## Demografía
Según el censo de 2010, había 547 personas residiendo en el municipio de West Madison. La densidad de población era de 17,22 hab./km². De los 547 habitantes, el municipio de West Madison estaba compuesto por el 97,44 % blancos, el 0,73 % eran amerindios, el 0,37 % eran de otras razas y el 1,46 % eran de una mezcla de razas. Del total de la población el 1,28 % eran hispanos o latinos de cualquier raza.